# Revelation (Journey)
Revelation is een muziekalbum van de Amerikaanse band Journey. Journey volgt al jaren geen vast releaseschema meer. Het is dan weer jaren stil en dan ineens volgt weer een album. Gangmakers van de band zijn nog steeds Jonathan Cain en Neal Schon, die nog steeds bijgestaan worden door Ross Valory. Op Revelation debuteert de van de Filipijnen afkomstige zanger Arnel Pineda. Voor de klank van de band maakt het weinig uit, deze is in de loop van de jaren nauwelijks veranderd. Men kiest kennelijk steeds een zanger die bij de muziek van Cain en Schon past en die zanger heeft dan meestal ook een nauwelijks van zijn voorganger te onderscheiden stem. De band is met name in de Verenigde Staten populair; daar haalde het eerste plaatsen in albumlijsten; in Europa is men minder populair met een 68e plaats in Engeland en 51e in Nederland

## Versies
het album komt in twee versies:
- Europa; 2cd met nieuwe en oude heropgenomen tracks en een bonustrack;
- Verenigde Staten: 2cd met dvd met de opnamen van een concert van 8 maart 2008 in Las Vegas in onderstaande samenstelling.

## Musici
- Arnel Pineda, zang (behalve waar aangegeven)
- Neal Schon, gitaar, achtergrondzang
- Jonathan Cain, toetsen, achtergrondzang, ritmegitaar op "Stone in Love"
- Ross Valory, basgitaar, achtergrondzang
- Deen Castronovo, slagwerk, achtergrondzang, 1e stem op "Mother Father" (DVD- versie)

## Muziek
| Nr. | Titel                                          | Duur |
| --- | ---------------------------------------------- | ---- |
| 1.  | Never Walk Away (Schon, Cain en J. Hunsicker)  | 4:19 |
| 2.  | Like a Sunshower (Schon, Cain)                 | 4:29 |
| 3.  | Change For the Better (Schon, Cain)            | 5:52 |
| 4.  | Wildest Dream (Schon, Cain)                    | 5:02 |
| 5.  | Faith in the Heartland (Schon, Cain, Augeri)   | 6:18 |
| 6.  | After All These Years (Cain)                   | 4:10 |
| 7.  | Where Did I Lose Your Love (Cain, Schon)       | 5:02 |
| 8.  | What I Needed (Schon, Cain)                    | 5:28 |
| 9.  | What It Takes To Win (Cain, Schon)             | 5:23 |
| 10. | Turn Down the World Tonight (Cain)             | 4:56 |
| 11. | The Journey (Revelation)/instrumental] (Schon) | 5:25 |
| 12. | Let It Take You Back (bonus)                   |      |

| Nr. | Titel                                                     | Duur |
| --- | --------------------------------------------------------- | ---- |
| 1.  | Only the Young (Cain, Schon, Steve Perry)                 | 4:14 |
| 2.  | Don't Stop Believin' (Cain, Schon, Steve Perry)           | 4:55 |
| 3.  | Wheel in the Sky (Schon, Diane Valory, Robert Fleischman) | 5:01 |
| 4.  | Faithfully (Cain)                                         | 4:47 |
| 5.  | Any Way You Want It (Schon, Steve Perry)                  | 3:25 |
| 6.  | Who's Crying Now (Cain, Perry)                            | 5:16 |
| 7.  | Separate Ways (Worlds Apart) (Cain, Perry)                | 5:27 |
| 8.  | Lights (Schon, Perry)                                     | 3:16 |
| 9.  | Open arms (Cain, Perry)                                   | 3:22 |
| 10. | Be Good to Yourself (Schon, Cain, Perry)                  | 4:29 |
| 11. | Stone in Love (Schon, Cain, Perry)                        | 4:27 |

| Nr. | Titel                                             | Duur |
| --- | ------------------------------------------------- | ---- |
| 1.  | Sky Light                                         |      |
| 2.  | Any Way You Want It (Schon, Perry)                |      |
| 3.  | Wheel in the Sky (Fleischman, Schon, Valory)      |      |
| 4.  | Lights (Perry, Schon)                             |      |
| 5.  | After All These Years (Cain)                      |      |
| 6.  | Never Walk Away (Schon, Cain, Hunsicker)          |      |
| 7.  | Open arms (Prelude) (Cain)                        |      |
| 8.  | Open arms (Cain, Perry)                           |      |
| 9.  | Mother Father (Matthew Schon, Schon, Perry, Cain) |      |
| 10. | Wildest Dream (Schon, Cain)                       |      |
| 11. | Separate Ways (Worlds Apart) (Cain, Perry)        |      |
| 12. | Faithfully (Cain)                                 |      |
| 13. | Don't Stop Believin (Cain, Perry, Schon)          |      |
| 14. | Be Good to Yourself (Cain, Perry, Schon)          |      |

## Hitnotering
Het album haalde in de Verenigde Staten weer hoge verkoopcijfers; het haalde de 5e plaats in de Billboard 200. Ook in Japans, Duitsland, Nederland, Zweden, Zwitserland en Noorwegen haalde het de lijsten. Opvallend was een eerste plaats in de lijst van de Filipijnen. In het Verenigd Koninkrijk haalde het één week notering op de 68e plaats.

### NederlandseAlbum Top 100
| Hitnotering: 14-6-2002 t/m 25-7-2002 | Hitnotering: 14-6-2002 t/m 25-7-2002 | Hitnotering: 14-6-2002 t/m 25-7-2002 | Hitnotering: 14-6-2002 t/m 25-7-2002 | Hitnotering: 14-6-2002 t/m 25-7-2002 | Hitnotering: 14-6-2002 t/m 25-7-2002 | Hitnotering: 14-6-2002 t/m 25-7-2002 | Hitnotering: 14-6-2002 t/m 25-7-2002 |
| Week:                                | 1                                    | 2                                    | 3                                    | 4                                    | 5                                    | 6                                    |                                      |
| ------------------------------------ | ------------------------------------ | ------------------------------------ | ------------------------------------ | ------------------------------------ | ------------------------------------ | ------------------------------------ | ------------------------------------ |
| Positie:                             | 72                                   | 51                                   | 70                                   | 84                                   | 73                                   | 97                                   | uit                                  |